# Fenómeno celeste en Basilea de 1566

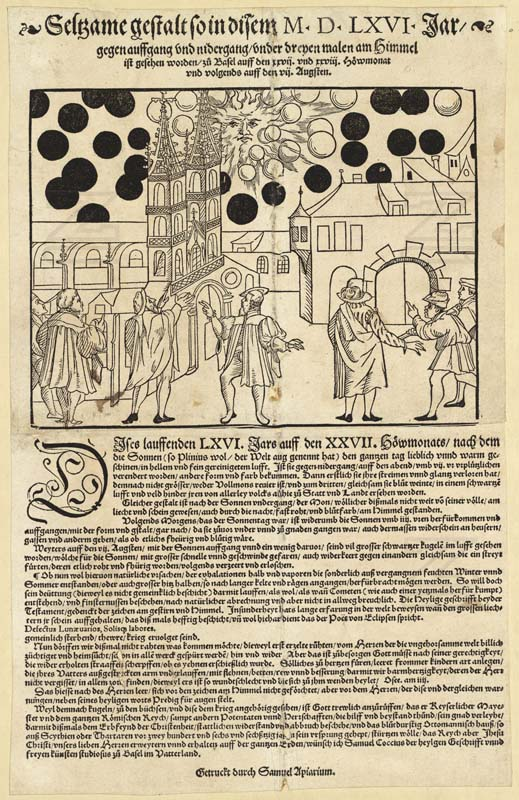
Fenómeno celeste de Basilea en 1566. Biblioteca Central de Zúrich.

En una octavilla elaborada en agosto de 1566 por Samuel Coccius, «estudioso de las Sagradas Escrituras y de las artes liberales, súbdito de Basilea», es representado un fenómeno acaecido en dicha ciudad el día 7 del mismo mes. Es reseñado en la colección Wickiana de la Biblioteca Central de Zúrich.

En el momento de la salida del Sol «se vieron en el aire muchas esferas negras que hacia el Sol / se desplazaban con gran rapidez y celeridad / y también volviéndose unas contra otras libraban disputa / tornándose algunas rojas y fogosas / y luego se consumieron y disolvieron».

En esta colección también se incluye una ilustración sobre un fenómeno celeste acaecido en Núremberg en 1561.